# 平尾隆之
平尾隆之（日语：／ Hirao Takayuki，1979年1月10日—），日本男性動畫師、演出家、動畫導演、小說家。出身於香川縣大川郡津田町（現讚岐市）。妻子千葉繪美從事色彩設計的工作。

## 來歷
動畫公司MADHOUSE出身。大阪設計專門學校動畫學科畢業。2003年，以電視動畫《TEXHNOLYZE》負責第8話的演出正式在動畫業界出道。
離開MADHOUSE之後，轉向參加ufotable作品的演出工作，也擔任ufotable作品的導演。2008年上映的電影《空之境界「矛盾螺旋」》第一次擔任導演。至2016年春天離職。
目前已自由身參加MADHOUSE、WIT STUDIO、NAZ作品的製作。其中，遊戲《真·女神轉生 奇幻旅程》是平尾從ufotable離所後的第一個執導作品，
2019年5月，成為小說家的出道書籍《王子》（富士見Fantasia文庫）出版。
此外，他與荒木哲郎都是同一時期MADHOUSE的同事，因此經常參加荒木執導作品的原畫工作。2人一起在月刊動畫雜誌《Animage》的專欄發表「!!」。

## 人物
小學時期影響他最深的作品是《海底兩萬哩》，其它還有《MAROKO 磨子》、《曙光Q 迷宮物件 FILE538》。
2010年開始推出的《噬神者》的電視動畫及遊戲作品，其導演、編劇、分鏡、音響監督的工作全都由他一個人包辦。

## 參加作品

### 電視動畫
1999年
- 十兵衛 心形眼罩的秘密（製作進行）

2002年
- 隨風飄的月影蘭（製作進行）
- 水瓶戰記 Sign for Evolution（設定製作）
- 阿倍野橋魔法商店街（製作進行）

2003年
- TEXHNOLYZE（日语：TEXHNOLYZE）（分鏡、演出）

2004年
- 妄想代理人（演出、演出助手）

2005年
- 雙戀 Alternative（首席導演、分鏡、演出、原畫）

2006年
- 星際海盜（分鏡、演出）

2007年
- 死亡筆記本（分鏡）

2007年
- 校園烏托邦 學美向前衝！（技術導演、分鏡、演出、原畫）
- 地球防衛少年（分鏡）

2007年
- 劍豪生死鬥（分鏡）

2008年
- 黑塚 -KUROZUKA-（日语：黒塚 KUROZUKA）（分鏡、演出）

2010年
- 學園默示錄 HIGHSCHOOL OF THE DEAD（分鏡）

2015年—2016年
- 噬神者（導演[2]、音響監督、編劇、分鏡）

2016年
- 甲鐵城的卡巴內里（分鏡、演出）
- 2017年
- 鬼平（分鏡）

2017年
- 進擊的巨人 Season 2（分鏡、演出）

2018年
- 進擊的巨人 Season 3（分鏡）

2022年
- SPY×FAMILY間諜家家酒（下半季ED繪畫、分鏡）

### 電影動畫
2000年
- 劇場版 庫洛魔法使：被封印的卡片（製作進行）

2002年
- 千年女優（製作進行）

2008年
- 空之境界「矛盾螺旋」（導演）

2011年
- 櫻之溫度（日语：桜の温度）（導演[3]、原作）

2013年
- 魔法少女姐妹悠悠和寧寧（導演[4]、編劇（共同）、分鏡、演出（共同）、音響監督）

2021年
- 酷愛電影的龐波小姐（導演[5]）

### OVA
2004年
- 炎之蜃氣樓 ～水畔的叛逆者～（演出助手）

2012年
- 魚（導演）

### 遊戲
2010年
- 噬神者 動畫PV（導演、編劇、分鏡、演出、OP&ED動畫分鏡&演出）
- 噬神者 神機解放（導演、OP&ED動畫分鏡&演出）

2013年
- 噬神者2（導演、OP動畫分鏡&演出）

2015年
- 噬神者2 狂怒解放（導演、OP&劇中&ED動畫分鏡&演出）

2017年
- 真·女神轉生 奇幻旅程（導演、編劇、分鏡、演出）

### 輕小說
2019年
- （富士見Fantasia文庫） 插圖：足立慎吾

### 專欄
- 《!!》荒木哲郎×平尾隆之（2014年－連載中 ，德間書店《Animage》）

## 相關項目
- 日本動畫師列表（日语：アニメ関係者一覧）
- 日本小說家列表（日语：日本の小説家一覧）
- 輕小說作家列表（日语：ライトノベル作家一覧）

## 外部連結
- 平尾隆之的X（前Twitter） （日語）